# 博托 (滨海塞纳省)
博托（法語：Beautot，法語發音：[boto]）是法国滨海塞纳省的一个市镇，属于迪耶普区。

## 地理
博托（49°38'35"N, 1°2'7"E）面积3.5 平方千米，位于法国诺曼底大区滨海塞纳省，该省份为法国北部沿海省份，其西部及北部濒大西洋英吉利海峡，东起顺时针与索姆省、瓦兹省、厄尔省和卡爾瓦多斯省接壤。
与博托接壤的市镇（或旧市镇、城区）包括：勒博卡斯、格特维尔、圣旺迪布勒伊、瓦尔讷维尔-布雷特维尔。

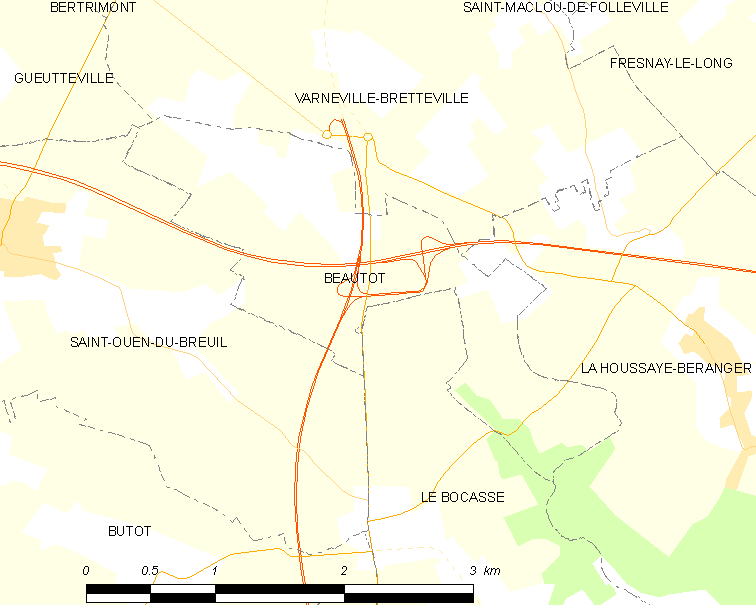
的OSM定位图

博托的时区为UTC+01:00、UTC+02:00（夏令时）。

## 行政
博托的邮政编码为76890，INSEE市镇编码为76066。

## 政治
博托所属的省级选区为吕讷赖县。

## 人口

1962-2008年间人口变化图示

博托于2022年1月1日时的人口数量为155人。